# Adhemar de Oliveira
Adhemar de Oliveira, mais conhecido como Gradim (Taquara, 12 de dezembro de 1913 - ?) foi um futebolista brasileiro.
O jogador ficou famoso por atuar em várias posições, recebendo o apelido de "Amélia", em referencia ao nome do clássico do samba “Ai! que saudade da Amélia”, composto por Mário Lago e Ataulfo Alves.

## Carreira
Nascido em Taquara, na região metropolitana de Porto Alegre, iniciou sua carreira no Centro Esportivo Força e Luz, de Porto Alegre, em 1931. Lá, era conhecido como "O Homem dos Sete Instrumentos" e chegou a jogar até como goleiro.
Em 1933, chegou a ser contratado pelo Nacional, do Uruguai, mas só disputou duas partidas na 2ª divisão amadora e rescindiu seu contrato.
Alcançou repercussão nacional depois de atuar na Seleção Gaúcha, vice-campeã brasileira em 1936.
Chegou ao Santos em novembro de 1936, aos 22 anos de idade. Foi o artilheiro do Santos no Campeonato Paulista de 1937 (12 gols), além de artilheiro do time nas temporadas de 1937 e 1938 (19 e 20 gols, respectivamente).
Entrou em definitivo na história do clube por ter feito o gol de número 2.000 do Santos em 30 de abril de 1939, no Estádio da Graça, em Salvador, na vitória do Peixe diante do Ypiranga, da Bahia, por 3 a 0.
A última vez em que defendeu o Alvinegro foi no amistoso realizado em 19 de novembro de 1944, em Ribeirão Preto, numa partida contra a seleção local com arrecadação em benefício da Santa Casa daquela cidade. Ao todo, jogou 271 partidas e marcando 95 gols pelo Santos.
Após deixar o Santos, Gradim encerrou a carreira no Jabaquara Atlético Clube.